# Hinterriß

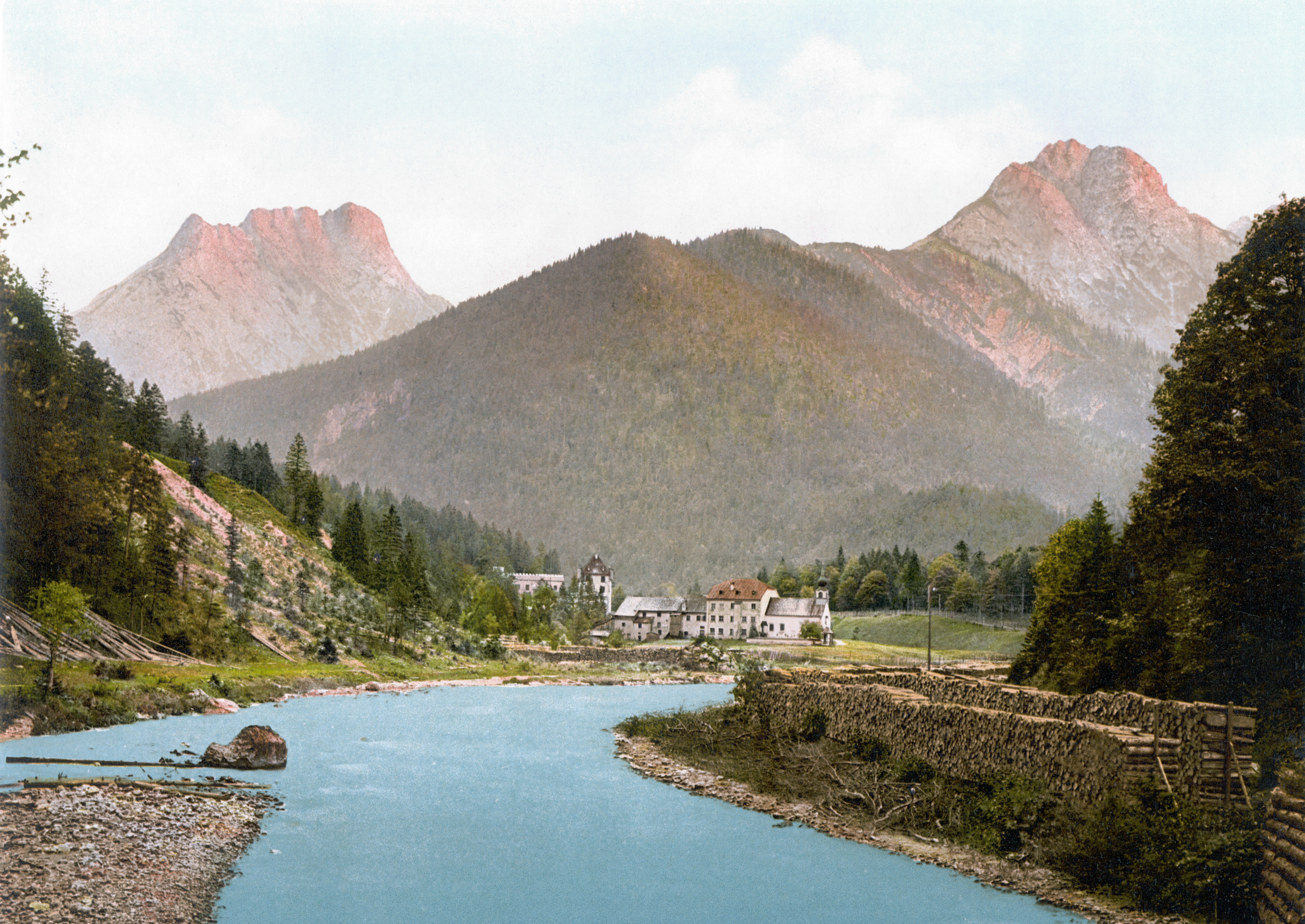
Hinterriß um 1900

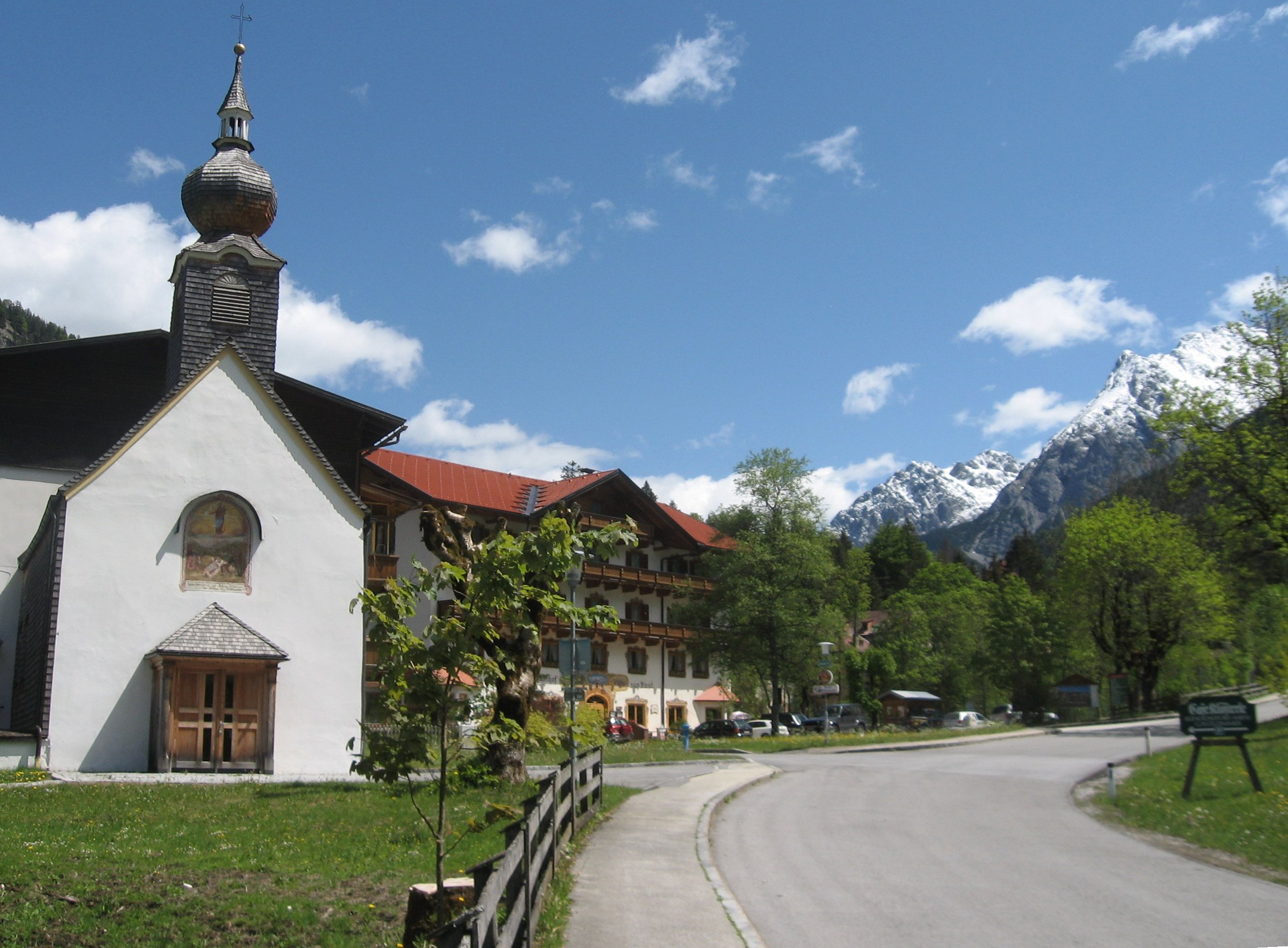
Hinterriß mit Kirche und Gasthof

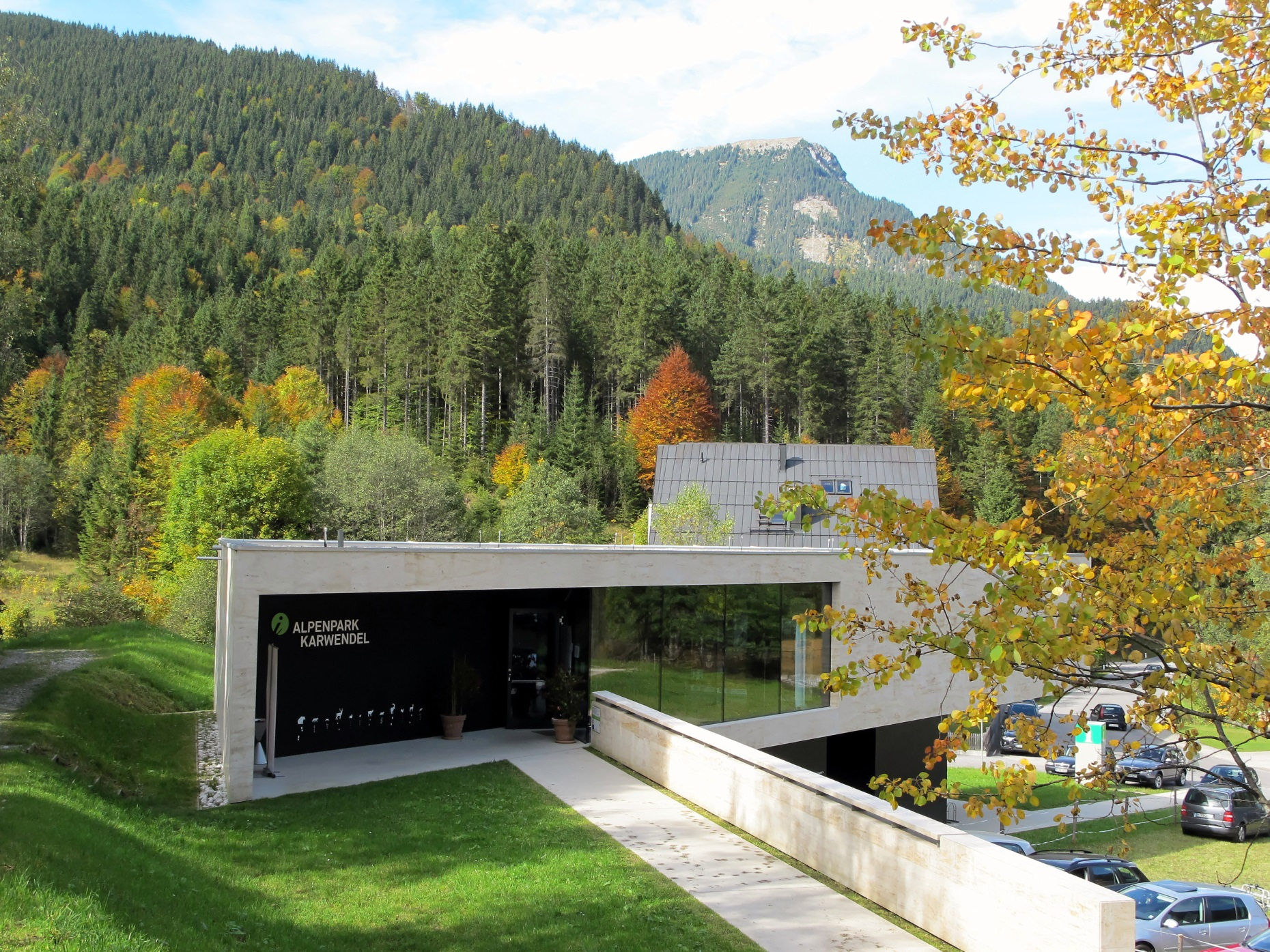
Das Naturparkhaus in Hinterriß

Hinterriß ist ein Dorf in Tirol und die einzige Dauersiedlung innerhalb des Karwendels. Politisch ist es geteilt und zwei Gemeinden zugeordnet, deren Kernorte am Süd- bzw. Ostrand dieser Gebirgsgruppe liegen. Der Teil westlich des Rißbachs gehört zur Marktgemeinde Vomp, der Teil östlich des Bachs zur Gemeinde Eben am Achensee. Nach Vomp und Eben existiert keine direkte Straßenverbindung. Bei einer Luftlinienentfernung zwischen Hinterriß und dem Dorf Vomp von 21 Kilometern beträgt die Straßenentfernung, die über Achenkirch führt, 65 km.

## Geografie
Hinterriß liegt auf 928 m ü. A. etwa in der Mitte des Rißtales. Dessen innerster Teil, die Eng, liegt im südöstlichen Viertel des Karwendelgebirges am westlichen Fuß der Sonnjochgruppe. Am nördlichen Rand des Gebirges hat das Tal bei Vorderriß Anschluss an den Isarwinkel, einen Abschnitt des Isartals. Da Vorderriß in Deutschland liegt und es keine Passstraße über das Karwendelgebirge gibt, ist Hinterriß eine funktionelle Enklave. Im Gegensatz zu ähnlichen funktionellen und geografischen Enklaven, wie dem Kleinwalsertal oder Jungholz, ist Hinterriß kein Zollanschlussgebiet zu Deutschland. Die umliegenden Berge haben Gipfelhöhen von knapp 1500 bis über 2000 Meter. Ihre Hänge sind bis zur Baumgrenze größtenteils mit Wald bedeckt. Die Wiesen im engen Tal umfassen zusammen weniger als einen Quadratkilometer. Zwölf Kilometer taleinwärts liegt das Almdorf Eng im Großen Ahornboden.

## Geschichte
Schon 1484 wurden Eisenerzvorkommen entdeckt, die seitdem abgebaut und vor Ort in einem Schmelzwerk verhüttet wurden. 1544 gelangte der Bergbau in den Besitz der Fugger. Die Bergleute errichteten eine kleine Kapelle „Maria auf der Schmelz“, die mit der Zeit zum Ziel einer regen Wallfahrt, insbesondere aus dem bayrischen Raum, wurde.
Im 16. Jahrhundert erlangte das Rißtal Bedeutung als Jagd- und Forstgebiet.
Bis 1822 gehörte Hinterriß zur Diözese Freising und kam erst dann zur Diözese Brixen. Auf Bitte des Brixner Ordinariats übernahmen Franziskaner aus dem Schwazer Kloster zunächst aushilfsweise die Seelsorge. 1831 übernahmen sie die Expositur mit zwei Patres und einem Laienbruder. Die Ansiedlung bestand damals aus Kirche und Widum samt Stall und Stadl sowie einem Försterhaus und einzelnen verstreuten Gebäuden und Almen in der Umgebung.
In der Mitte des 19. Jahrhunderts setzte der Tourismus ein. Fürst Karl zu Leiningen ließ die Wege nach Hinterriß erneuern und in der Nähe der Kirche ein Jagdschloss erbauen, das 1859 von Ernst II. von Sachsen-Coburg und Gotha übernommen wurde.

## Bevölkerung
Laut Volkszählung aus dem Jahre 2001 lebten 41 Einwohner im Ortsteil der Gemeinde Vomp und 13 im Ortsteil der Gemeinde Eben. 2010 wurden drei Gebäude (zwei Einwohner) aus der Gemeinde Eben in die Gemeinde Vomp umgegliedert.
Am 1. Jänner 2024 waren 29 Einwohner im Vomper Teil und 8 im Ebener Teil gemeldet.

## Verkehr
Hinterriß ist ganzjährig auf einer mautfreien Straße vom bayerischen Vorderriß aus erreichbar (Kreisstraße TÖL 24 in Bayern, Rißtalstraße L 282 in Tirol). Da über diese Straße und weiter östlich um das Gebirge herum auch die Straßenverbindungen zu den Kernorten der Gemeinden verlaufen, beträgt die Entfernung nach Eben 52 km, die nach Vomp 65 km.
Von Hinterriß führt eine Mautstraße (Wintersperre von 1. November bis 1. Mai, kann wetterbedingt auch etwas abweichen) weitere 14 km ins Tal hinein zur Eng.
Im Sommer fährt ein Linienbus von Lenggries in Bayern bis in die Eng. Betrieben wird dieser „Bergsteigerbus“ in Kooperation zwischen dem RVO und den beiden Münchener Sektionen München und Oberland des Deutschen Alpenvereins.

## Kirche
In Hinterriß existiert eine kleine, der Pfarre Achenkirch zugeordnete Kirche Mariä Schmelz / Zu Unserer Lieben Frau Mariä Heimsuchung. Hier finden mehrmals im Jahr Wallfahrtsgottesdienste statt. Es gibt ein Patroziniumsfest, Kranken- und Tiersegnung, eine Motorrad- und Fahrradsegnung sowie einen Autogottesdienst.

## Wirtschaft
Wirtschaftlich hängt Hinterriß neben der Forstwirtschaft und der Jagd hauptsächlich vom Tourismus ab, Unterkünfte gibt es u. a. im Gasthof zur Post.
In der Tourismuswerbung wird das Gebiet unter dem Namen Hinterriß-Eng zusammengefasst. Besonders Wanderer, Mountainbiker und im Winter Skiläufer (Langlauf und Tourenski) sind hier anzutreffen. Am 6. Juni 2009 wurde das neu erbaute Naturparkhaus als Infozentrum des Alpenparks Karwendel eingeweiht.
Hinterriß hat eine eigene Telefonvorwahl (05245), gehört aber im Postverkehr zu Achenkirch (Postleitzahl 6215).